# Northrop N-3PB
O Northrop N-3PB foi um avião que deveu aos monoplanos de asa baixa cantiléver que "jack" Northrop o projetou enquanto  fazia parte do Douglas Aircraft Company. Em 1940, uma comissão da Noruega fez um pedido de 24 hidroaviões. Pouco depois a Alemanha nazi invadiu e tomou a Noruega.
A Noruega no exílio manteve o pedido do N-3PB.O primeiro exemplar fez seu voo no primeiro mês de 1941, em abril do mesmo ano, todos os aviões foram entregues a "Pequena Noruega",uma pequena base da Noruega no Canadá. Um esquadrão operou a aeronave, com 18 hidroaviões voando em patrulhas de escoltas de comboio, a partir de bases na Islândia, sob liderança de uma unidade da RAF.
No verão europeu de 1942 foi visto que o N-3PB era ineficiente para o serviço, os aviões foram usados para o perfil de treinamento.